# 인버테이션 투 더 댄스
인버테이션 투 더 댄스(Invitation To The Dance)는 미국에서 제작된 진 켈리 감독의 1956년 액션, 모험, 스릴러, 드라마 영화이다. 진 켈리 등이 주연으로 출연하였고 아서 프리드 등이 제작에 참여하였다.
이 영화의 촬영은 1952년 8월 19일 시작되었으며 1954년이 되어서야 촬영이 완료되었다. MGM의 가장 킨 촬영분 가운데 하나가 되었다.
이 영화는 제6회 베를린 국제 영화제에서 황금곰상을 받았다.

## 출연

### 주연
- 진 켈리

### 조연
- 클레어 솜버트
- 타마라 투마노바
- 토미 롤
- 벨리타
- 클로드 비시
- 캐롤 핸니
- 데이빗 캐스데이

## 제작진
- 배역: 아이린 하워드